# Dakhla
Dakhla, ad-Dakhla, Dajla (em árabe: الداخلة; romaniz.: ad-Daḫla, "a interior"), Villa Cisneros no período colonial espanhol é uma cidade do Saara Ocidental administrada de facto por Marrocos, que a considera parte do seu território. É capital da província de Oued Ed Dahab e da região de Dakhla-Oued Ed Dahab. Em 2024 tinha 165 463 habitantes.
Nota: A cidade está localizada no Saara Ocidental, um território onde a legitimidade da administração marroquina não é reconhecida por muitos países nem pela Organização das Nações Unidas.

## Localização
Situa-se 22 km a norte do Trópico de Câncer, 535 km a sudoeste de El Aaiún, 1 175 km e 1 600 km, na península de Rio do Ouro na costa atlântica e à beira duma lagoa de água salgada.

## História
Segundo algumas fontes, Dakhla teria sido fundada em 1502 por colonos espanhóis, pois a região era um dos enclaves a leste dos Açores concedidos aos espanhóis por bula papal.[carece de fontes?]
No entanto, o nome de Villa Cisneros só surge em 1884, quando ali foi fundada uma localidade com esse nome em honra do cardeal Cisneros. A região atraiu o interesse dos espanhóis devido às atividades pesqueiras levadas a cabo a partir das vizinhas ilhas Canárias. Em 1881 foi fundeado um cais flutuante na costa da península do Rio do Ouro para apoiar a atividade das frotas pesqueiras canárias.
Em 1884, a Sociedade Espanhola de Africanistas levou a cabo uma operação de reconhecimento da costa entre o Cabo Bojador e o Cabo Branco (o do extremo noroeste da Mauritânia, não o próximo a Dakhla). A operação foi financiada pelo governo de Cánovas del Castillo e liderada pelo militar e arabista Emilio Bonelli e no seu decurso foram fundadas três localidades na costa saariana: Villa Cisneros; Puerto Badía em Angra de Cintra, uma baía alguns quilómetros a sul de Dakhla, em honra ao arabista e aventureiro Domingo Badía; e Medina Gatell, no Cabo Branco, perto do que é hoje Nouadhibou.
Bonelli conseguiu que os habitantes nativos da península de Rio do Ouro assinassem uma acordo mediante o qual se punham sob a proteção de Espanha. Graças à presença daqueles três postos criados, em dezembro de 1884, o governo espanhol comunicou às potências reunidas na Conferência de Berlim que tinha tomado posse dos territórios situados entre os cabos Bojador e Branco. No entanto, Medina Gatell e Puerto Badía foram abandonados pouco tempo depois, e só Villa Cisneros se manteve como assentamento permanente.

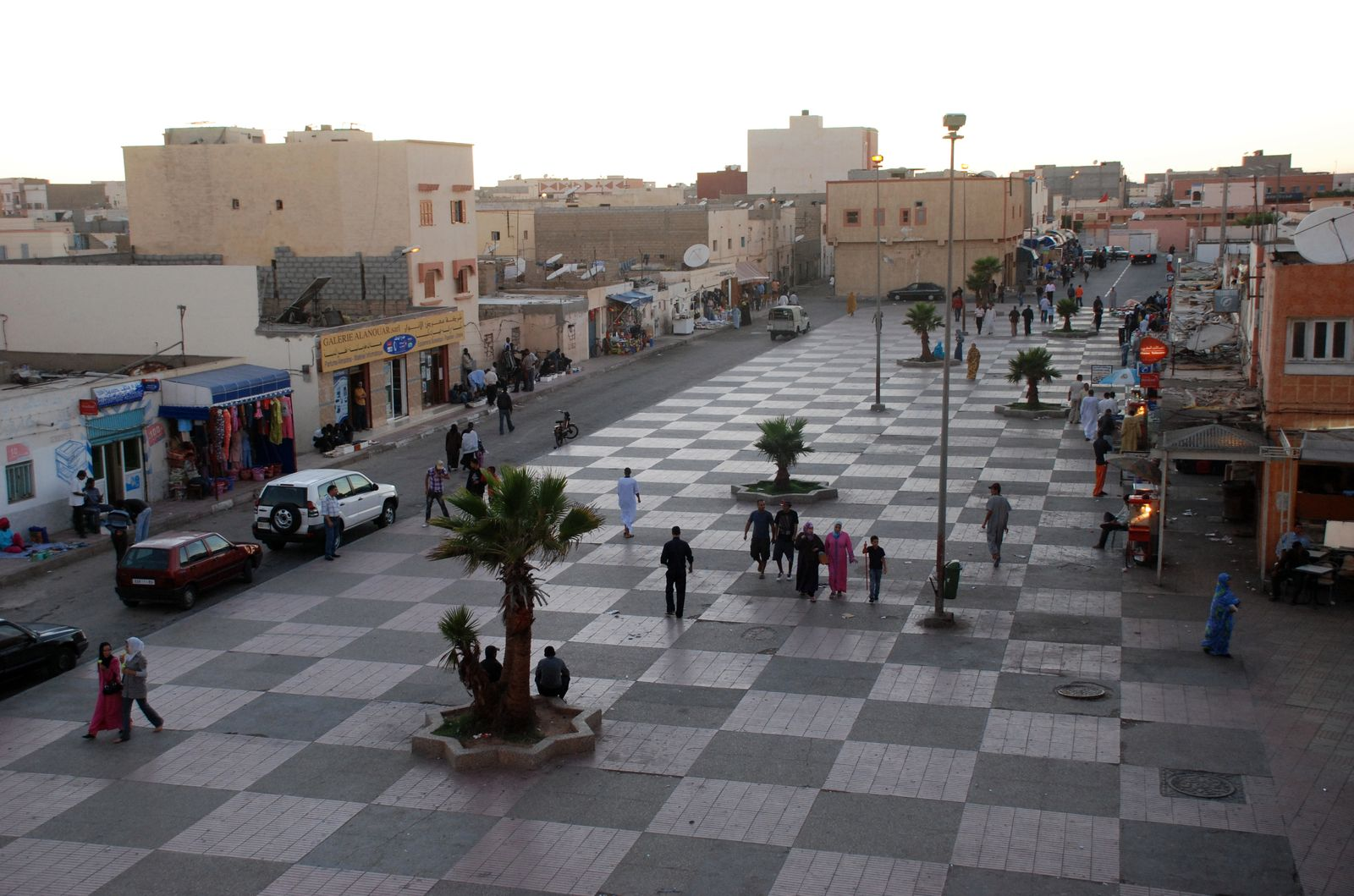
Praça do centro de Dakhla

Durante muito tempo, Villa Cisneros foi a única presença espanhola em território sarauí e só na segunda década do século XX é que a presença espanhola se ampliou. Apesar do governador Francisco Bens tenha chegado a Villa Cisneros em 1904, só em 1916 ocupou Villa Bens (atual Tarfaya), na zona atribuída a Espanha pelo tratado hispano-francês de 1912 imediatamente a norte do Saara Ocidental, oficialmente denominada zona sul do protetorado espanhol de Marrocos ou colónia do Cabo Juby. Em 1920 Bens ocupou La Güera (Lagouira), no Cabo Branco, o extremo sudoeste do Saara Ocidental.
Durante o período colonial espanhol, Villa Cisneros foi a capital da colónia de Rio do Ouro, uma das duas regiões em que se dividia o Saara Espanhol. Foram construídas uma fortaleza e uma igreja católica, que hoje são dois dos pontos de interesse para os visitantes da cidade. Durante a Segunda República Espanhola (1931-1939) existiu em Villa Cisneros um campo de deportados, onde estiveram presos anarquistas como Buenaventura Durruti ou Francisco Ascaso e um grupo de militares e civis que participaram na "Sanjurjada", o golpe de estado de 10 de agosto de 1932 contra a república protagonizado pelo general José Sanjurjo. Durante a Guerra Civil Espanhola o campo continuou a funcionar e nele estiveram presos republicanos esquerdistas que nas vizinhas ilhas Canárias se opuseram à sublevação de 18 de julho de 1936 que marcou o início da guerra civil.
Durante a década de 1960, a ditadura franquista construiu a norte da cidade, na península do Rio do Ouro, um dos três aeroportos com pistas asfaltadas existentes no Saara Ocidental[carece de fontes?] (IATA: VIL).
Entre 1975 e 1979, quando parte do ex-Saara Espanhol foi anexado pela Mauritânia, Dakhla foi a capital da província mauritana de Tiris al-Gharbiyya.

## Politica
Devido à repressão da luta pela independência do Saara Ocidental, muitos habitantes da região fugiram para campos de refugiados em Tindouf, na Argélia, controlados pela República Árabe Saaraui Democrática, que reclama a jurisdição sobre todo o Saara Ocidental. Um desses campos tem o nome de Dakhla. [carece de fontes?]

## Clima
O clima da região é desértico, pois situa-se em pleno deserto do Saara, mas devido à proximidade do mar, as temperaturas não são extremas e a amplitude térmica não é muito elevada.
| Dados climatológicos para Dakhla | Dados climatológicos para Dakhla | Dados climatológicos para Dakhla | Dados climatológicos para Dakhla | Dados climatológicos para Dakhla | Dados climatológicos para Dakhla | Dados climatológicos para Dakhla | Dados climatológicos para Dakhla | Dados climatológicos para Dakhla | Dados climatológicos para Dakhla | Dados climatológicos para Dakhla | Dados climatológicos para Dakhla | Dados climatológicos para Dakhla | Dados climatológicos para Dakhla |
| Mês                              | Jan                              | Fev                              | Mar                              | Abr                              | Mai                              | Jun                              | Jul                              | Ago                              | Set                              | Out                              | Nov                              | Dez                              | Ano                              |
| -------------------------------- | -------------------------------- | -------------------------------- | -------------------------------- | -------------------------------- | -------------------------------- | -------------------------------- | -------------------------------- | -------------------------------- | -------------------------------- | -------------------------------- | -------------------------------- | -------------------------------- | -------------------------------- |
| Temperatura máxima recorde (°C)  | 28                               | 31                               | 37                               | 36                               | 31                               | 36                               | 38                               | 33                               | 41                               | 38                               | 35                               | 32                               | 41                               |
| Temperatura máxima média (°C)    | 21                               | 20                               | 22                               | 21                               | 22                               | 23                               | 23                               | 25                               | 25                               | 25                               | 23                               | 21                               | 22                               |
| Temperatura mínima média (°C)    | 15                               | 15                               | 17                               | 17                               | 17                               | 18                               | 20                               | 20                               | 20                               | 20                               | 18                               | 16                               | 18                               |
| Temperatura mínima recorde (°C)  | 11                               | 10                               | 10                               | 10                               | 15                               | 11                               | 16                               | 16                               | 13                               | 8                                | 7                                | 7                                | 7                                |
| Dias com chuva                   | 1                                | 1                                | 1                                | 1                                | 1                                | 0                                | 1                                | 1                                | 2                                | 1                                | 1                                | 2                                | 13                               |
| Fonte: Weatherbase               |                                  |                                  |                                  |                                  |                                  |                                  |                                  |                                  |                                  |                                  |                                  |                                  |                                  |

## Demografia
Segundo o censo Marroquino de 2024, a cidade tinha 165 463 habitantes.

### Evolução demográfica

#### Durante o período Espanhol
Segundo os censos realizados pelas autoridades Espanholas, a população da cidade era a seguinte:
| Cidade de:     | Etnias    | 1970  | 1967  | 1960  | 1950  | 1940 |
| -------------- | --------- | ----- | ----- | ----- | ----- | ---- |
| Villa Cisneros | saarauís  | 2 832 | 2 364 | 1 332 | 577   | -    |
| Villa Cisneros | Espanhóis | 3 722 | 3 090 | 629   | 434   | 86   |
| Villa Cisneros | Total     | 6 554 | 5 454 | 1 961 | 1 011 | -    |

#### Após o período Espanhol
Segundo os censos realizados pelas autoridades Marroquinas, a população da cidade era a seguinte:
| Cidade de: | 2024    | 2014    | 2004   | 1994   | 1982   |
| ---------- | ------- | ------- | ------ | ------ | ------ |
| Dakhla     | 165 463 | 106 277 | 58 104 | 29 831 | 17 309 |

## Economia
As principais atividades económicas da região são a pesca e o turismo. A partir dos últimos anos do século XX a cidade tornou-se um centro com alguma popularidade para a prática de surf casting ("pesca nas ondas"), kitesurf e windsurf.